# Zerophilia
Zerophilia è un film del 2005 diretto da Martin Curland.
Una condizione genetica particolare determina cambiamenti di genere a seguito di rapporti sessuali. Questo è il fantasioso presupposto alla base delle situazioni comiche che vedono protagonista un ragazzo insicuro e incerto sulla sua mascolinità alle prese con l'altro sesso.

## Distribuzione
Il film è uscito in anteprima al São Paulo International Film Festival il 26 ottobre 2005. Nelle sale 
statunitensi è uscito il 13 ottobre 2006. Dal 2007 è stato distribuito negli altri paesi in DVD e per la trasmissione in televisione, non per le sale cinematografiche.